# Pomaluj mój świat
Pomaluj mój świat (zapis stylizowany: POMALUJ MÓJ ŚWIAT) – pierwszy singel polskiego rapera Kizo i polskiej piosenkarki Bletki z ich drugiego minialbumu, zatytułowanego Patopop (Vol. 2). Singel został wydany 11 września 2024.
Nagranie otrzymało w Polsce status platynowego singla, przekraczając liczbę 50 tysięcy sprzedanych kopii.

## Geneza utworu i historia wydania
Utwór napisali i skomponowali Patryk Woziński, Aleksandra Bletek, Janusz Kruk i Bartłomiej Skoraczewski, który również odpowiada za produkcję utworu.
Singel ukazał się w formacie digital download 11 września 2024 w Polsce za pośrednictwem wytwórni płytowej Spacerange w dystrybucji Universal Music Polska. Piosenka została umieszczona na drugim minialbumie duetu – Patopop (Vol. 2).
W piosence wykorzystano muzykę i fragment tekstu piosenki „Chodź, pomaluj mój świat” – zespołu muzycznego 2 plus 1 (autorstwo: Janusz Kruk i Marek Dutkiewicz).

## Teledysk
Do utworu powstał teledysk w reżyserii Łukasza Zembalskiego, który udostępniono 12 września 2024 za pośrednictwem serwisu YouTube.

## Lista utworów
- Digital download[2]

1. „Pomaluj mój świat” – 3:08

## Notowania

### Pozycje na listach sprzedaży
| Kraj   | Lista (2024)             | Najwyższa pozycja |
| ------ | ------------------------ | ----------------- |
| Polska | Billboard Poland Songs   | 12                |
| Polska | OLiS – single w streamie | 12                |

## Certyfikaty
| Kraj          | Certyfikat      | Sprzedaż |
| ------------- | --------------- | -------- |
| Polska (ZPAV) | platynowa płyta | 50 000+  |